# 28 Pułk Artylerii Lekkiej

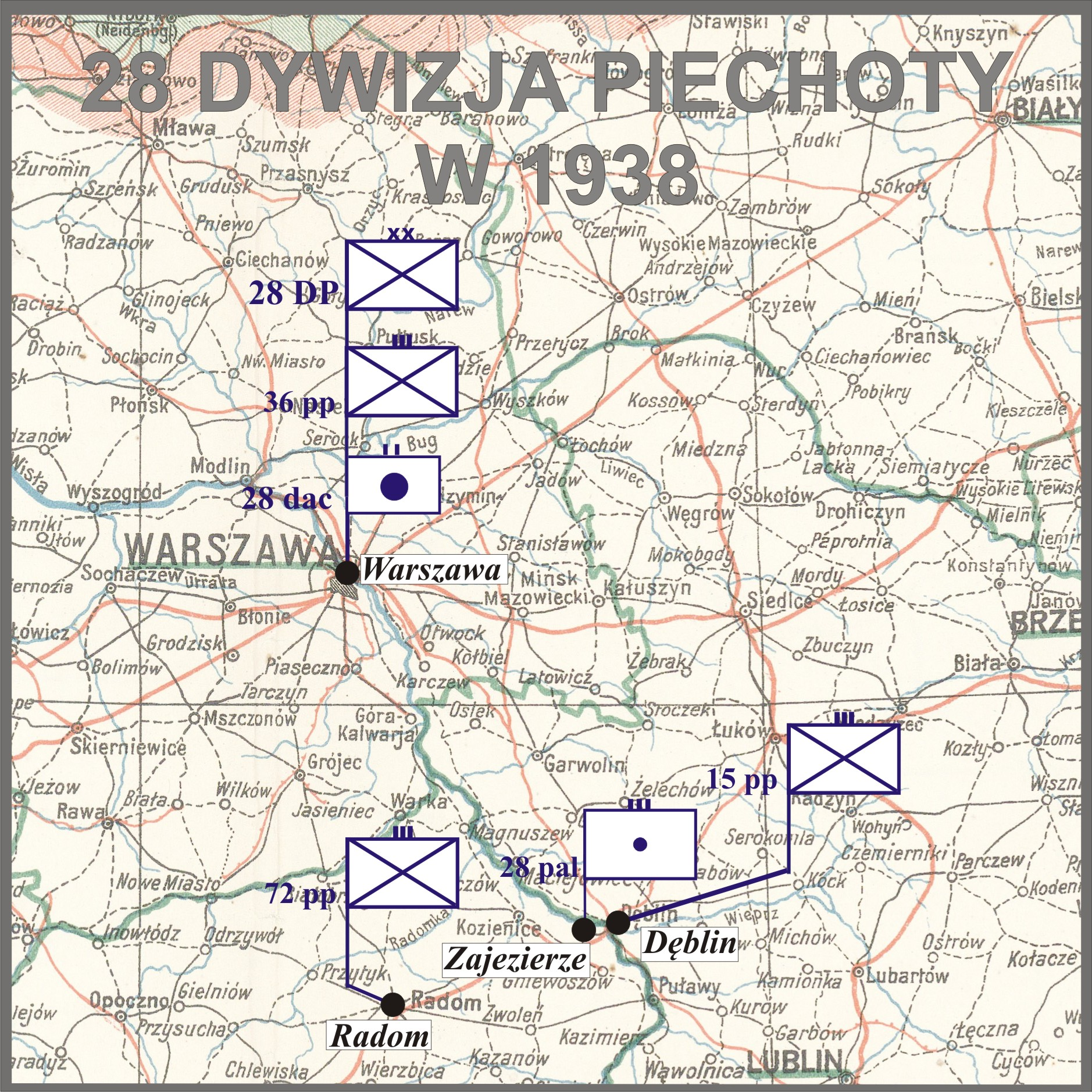
28 DP w 1938

28 Pułk Artylerii Lekkiej (28 pal) – oddział artylerii lekkiej Wojska Polskiego II RP.

## Formowanie i zmiany organizacyjne
7 września 1921 roku, w Zambrowie, został sformowany 28 pułk artylerii polowej. Jednostka została utworzona z połączenia III dywizjonu 8 pułku artylerii polowej i III dywizjonu 18 pułku artylerii polowej oraz jednej baterii z pułku artylerii nadbrzeżnej i kadry 2 pułku artylerii ciężkiej w Radomiu.
Następnie dywizjony te przeszły reorganizację i powstał z nich pułk składający się z trzech dywizjonów po dwie baterie. Po zakończeniu organizacji oddział skierowany został na pobyt czasowy do Radomia. W 1922 roku stałym garnizonem pułku zostało Zajezierze koło Dęblina.
19 maja 1927 roku Minister Spraw Wojskowych marszałek Polski Józef Piłsudski ustalił i zatwierdził dzień 7 września jako datę święta pułkowego. Pułk obchodził swoje święto w rocznicę sformowania w 1921 roku. 25 września 1937 roku Minister Spraw Wojskowych, generał dywizji Tadeusz Kasprzycki, zmienił datę święta pułkowego 28 pal z dnia 7 września na dzień 6 czerwca.
W końcu 1930 roku przemianowano stacjonujący w Różanie III/10 pułku artylerii polowej na II/28 pułku artylerii polowej, a ze stacjonujących w Łodzi I i II dywizjonów artylerii 10 pap utworzono nowy III dywizjon 10 pułku artylerii polowej.
W 1931 roku został opublikowany „Zarys historji wojennej” pułku autorstwa kapitana Aleksandra Tyszkiewicza (1900–1940), zamordowanego w Katyniu.
31 grudnia 1931 roku Minister Spraw Wojskowych marszałek Polski Józef Piłsudski przemianował 28 pap na 28 pułk artylerii lekkiej.
| Obsada personalna i struktura organizacyjna w marcu 1939 | Obsada personalna i struktura organizacyjna w marcu 1939 |
| -------------------------------------------------------- | -------------------------------------------------------- |
| dowódca pułku                                            | ppłk Karol Pasternak                                     |
| I zastępca dowódcy                                       | ppłk Edward Błaszczyk                                    |
| adiutant                                                 | kpt. Tadeusz Maciak                                      |
| naczelny lekarz medycyny                                 | kpt. lek. Antoni Żuk                                     |
| lekarz weterynarii                                       | kpt. Witold Grycewicz                                    |
| oficer zwiadowczy                                        | kpt. Zygmunt Ostrowski                                   |
| II zastępca dowódcy (kwatermistrz)                       | mjr Kazimierz Kwaśniewicz                                |
| oficer mobilizacyjny                                     | kpt. Anatol Sawicki                                      |
| zastępca oficera mobilizacyjnego                         | por. adm. (art.) Wojciech Konieczny                      |
| oficer administracyjno-materiałowy                       | por. Leon Klemens Napiórkowski                           |
| oficer gospodarczy                                       | kpt. int. Józef II Stojanowski                           |
| oficer żywnościowy                                       | por. Ludwik Andrzej Daniel                               |
| dowódca plutonu łączności                                | por. Marian Zdzisław Walecki                             |
| oficer plutonu                                           | por. Antoni Władysław Wądolny                            |
| dowódca szkoły podoficerskiej                            | kpt. Adam II Wójcikiewicz                                |
| zastępca dowódcy                                         | por. Jan Śliwa                                           |
| dowódca plutonu                                          | ppor. Zbigniew Jerzy Godon                               |
| dowódca plutonu                                          | ppor. Stefan Stępiński *                                 |
| dowódca plutonu                                          | ppor. Robert Żarnowiecki (*)                             |
| dowódca I dywizjonu                                      | vacat                                                    |
| dowódca 1 baterii                                        | kpt. Piotr II Kulesza                                    |
| dowódca plutonu                                          | ppor. Piotr Kaczanowski                                  |
| dowódca 2 baterii                                        | kpt. Antoni II Baranowski                                |
| dowódca plutonu                                          | por. Józef Kopisto                                       |
| dowódca II dywizjonu                                     | mjr Stanisław Tadeusz Bronikowski                        |
| dowódca 5 baterii                                        | por. Stanisław Chyla                                     |
| dowódca plutonu                                          | ppor. Franciszek Makuch                                  |
| dowódca 6 baterii                                        | kpt. Ludwik Kawalec                                      |
| dowódca plutonu                                          | ppor. Robert Żarnowiecki (*)                             |
| dowódca III dywizjonu                                    | mjr dypl. Jan Gorzko                                     |
| dowódca 7 baterii                                        | por. Witold Szczęsnowicz                                 |
| dowódca plutonu                                          | ppor. Wiktor Dudek                                       |
| dowódca 8 baterii                                        | kpt. Władysław Szymanowski                               |
| dowódca plutonu                                          | ppor. Stefan Apolinary Stępiński (*)                     |
| na kursie                                                | kpt. Jerzy Butwiłowicz                                   |
| na kursie                                                | por. Józef Lewandowski                                   |
| na kursie                                                | por. Zygmunt Stanisław Tomczyński                        |

## 28 pal w kampanii wrześniowej

### Mobilizacja
28 pułk artylerii lekkiej rozpoczął mobilizację alarmową w dniu 24 sierpnia w garnizonie Dęblin; w grupie czarnej, w czasie od A+24 do A+54, zmobilizował do etatów wojennych 28 pal. Dodatkowo w tej samej grupie w czasie A+54 i A+56 zmobilizował:
- pluton parkowy uzbrojenia nr 103,
- kolumnę taborową nr 120,
- warsztat taborowy nr 103.

W I rzucie mobilizacji powszechnej od 31 sierpnia do 4 i 5 września zmobilizował:
- 81 dywizjon artylerii lekkiej.

W II rzucie mobilizacji powszechnej  w czasie X+3 i X+4 mobilizował: 
- I dywizjon 51 pułku artylerii lekkiej,
- dowództwo 51 pułku artylerii lekkiej z patrolem meteo nr 51,
- baterię marszową 1/28 pal,
- Ośrodek Zapasowy Artylerii Lekkiej nr 1 w czasie X+6[13].

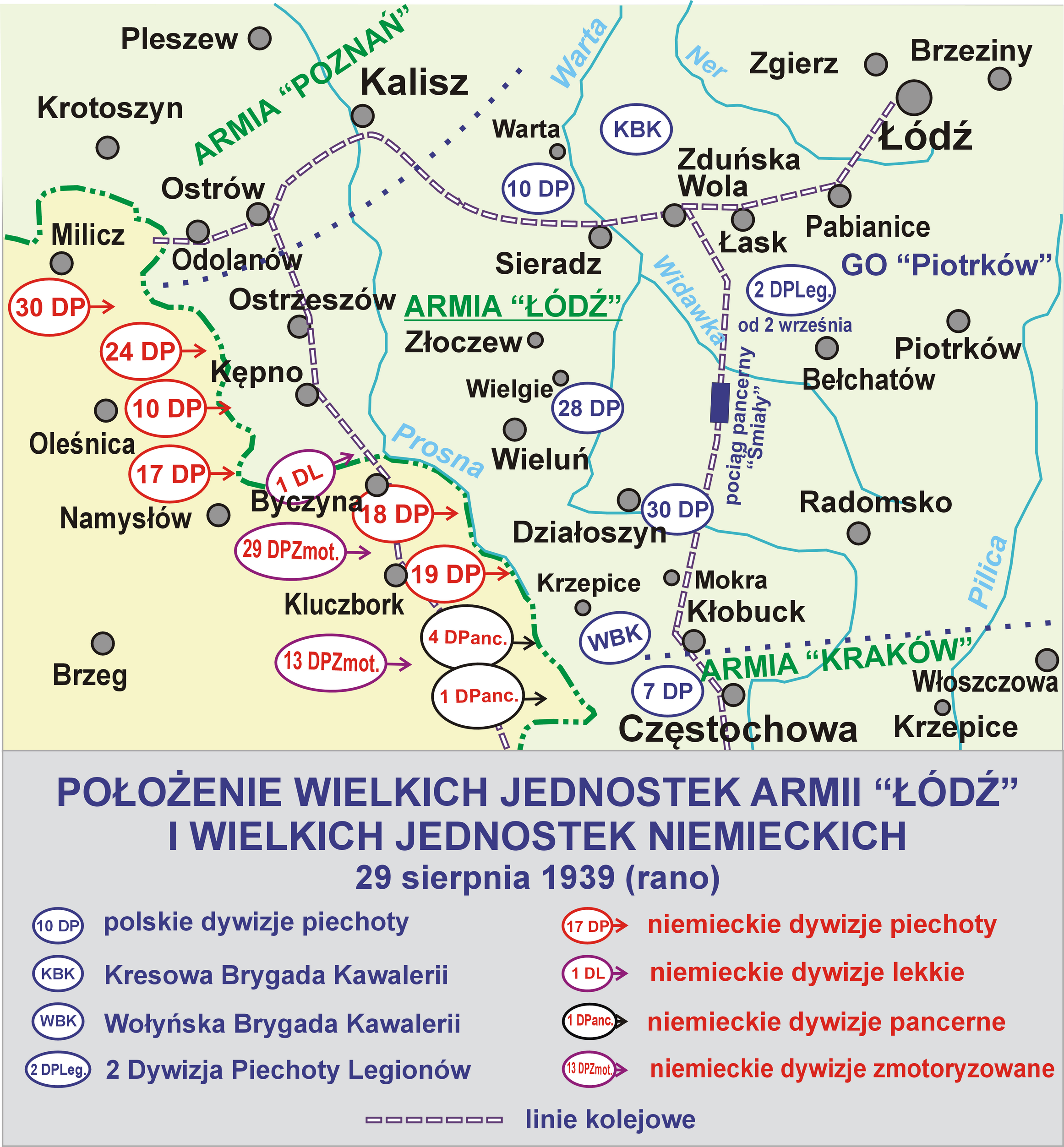
Rejon walk 28 pal

Pułk i jednostki mobilizowane na jego bazie były formowane w Zajezierzu koło Dęblina. 28 pal składał się z dwóch dywizjonów armat 75 mm i dywizjonu haubic 100 mm. Po osiągnięciu gotowości marszowej i zaprzysiężeniu, od godzin porannych 27 sierpnia do godzin popołudniowych 28 sierpnia, 28 pal został załadowany do transportów kolejowych na stacji Dęblin-Michalinów. Transporty były sukcesywnie wysyłane do rejonu ześrodkowania 28 Dywizji Piechoty, Armii „Łódź”. Transporty były kierowane poprzez Łuków, Siedlce, Małkinię i Warszawę do Zduńskiej Woli. 9 bateria wyładowana została na stacji kolejowej w Karsznicy. Pułk dywizjonami koncentrował się w rejonie Widawka, Łask. Dowódcą został ppłk Rudolf Ostrihansky. Po dwóch dniach marszu dołączył do jednostek macierzystej dywizji zajmujących pozycję na północ od Wielunia. 29/30 sierpnia dywizjony dołączyły do pułków piechoty zajmujących stanowiska obronne w rejonach: I dywizjon do 36 pułku piechoty Legii Akademickiej w rejonie 8 km na północny wschód od Wielunia w rejonie Skomlin, Ożarów, Wierzbie, Dzietrzniki, Mokrsko, Komorniki; nocą 30/31 sierpnia II dywizjon do 15 pułku piechoty „Wilków” w rejonie na północ od Wielunia w rejonie Staw, Raczyn, Łagiewniki; III dywizjon do 72 pułk piechoty na wschód os Wielunia, w rejonie Kraszkowice, Masłowice, Borowice. Dywizjony wraz z wspieranymi pułkami piechoty zajęły stanowiska bojowe w gotowości do działań opóźniających.

### Działania bojowe

#### Walki przygraniczne nad Wartą i Widawką
1 września pułk wszedł do walki z niemieckimi siłami pancernymi z niemieckiej 1 Dywizji Lekkiej nacierającymi na Łagiewniki – Raczyn. I dywizjon wraz z 36 pułkiem piechoty jako wysunięty Oddział Wydzielony walczył na południe od lasów Rudnik. II dywizjon wspierał w walkach 15 pułk piechoty w rejonie Łagiewniki – Raczyn – Staw. W godzinach popołudniowych został zbombardowany przez niemieckie lotnictwo we wsi Gromadzice; rannych zostało 12 żołnierzy, zabito 8 koni. III dywizjon wraz z 72 pułkiem piechoty bronił odcinka Masłowice – Jodłowiec – Żychta. 2 września, po częściowym nocnym przegrupowaniu 36 pp LA na rubież Popowice, Kurów i Gaszyn, uderzyły na jego stanowiska oddziały niemieckiej 1 DLek. i 18 Dywizji Piechoty. Batalion II/36 pp LA, wsparty efektywnie ogniem 2 i 3 baterii 28 pal, załamał natarcie niemieckiej piechoty zmotoryzowanej, wspartej 15 czołgami. Po czym II/36 pp LA dołączył do sił głównych pułku, a obie baterie dołączyły do reszty I/28 pal w rejonie Cisów, Czernice, Dymek. Na sąsiednich odcinkach 15 pp i 72 pp wspierały ich walki II i III dywizjony 28 pal. W godzinach nocnych, po godz. 22:00, oddziały 28 DP na rozkaz dowódcy Armii „Łódź” rozpoczęły odwrót na wschód. Dowódca 28 DP gen. bryg. Władysław Bończa-Uzdowski, ze względu na dużą odległość do głównej rubieży obrony dywizji na rzece Widawce, wycofał 28 DP na pozycję opóźniającą na rzece Warcie. Jednocześnie pozostawiono do rana 3 września oddziały osłaniające odwrót sił głównych 28 DP; I/28 pal wraz z 36 pp LA w rejonie Wielgie, batalion III/15 pp z 6 baterią w rejonie Stolca. III/28 pal wraz z 72 pp dość sprawnie wycofał się za rzekę Wartę i zajął nowe stanowiska ogniowe, skąd wspierał walki obronne 3 września na linii Warty. W rejonie Stolca III batalion 15 pp, wraz z 6 baterią 28 pal, przez kilka godzin utrzymywał przyczółek na rzeczce Oleśnica i stoczył walkę z niemieckim oddziałem pancerno-motorowym 1 Dywizji Lekkiej; atak został zatrzymany pod ostrzałem 6/28 pal, batalion poniósł jednak straty.
Następnie oddziały rozpoczęły odwrót przez Wartę na pozycję główną na Widawce. I/28 pal, bez styczności z niemieckimi oddziałami, wraz z 36 pp wycofały się za Wartę i zajęły stanowiska obronne na odcinku Burzenin-Siemiechów. W trakcie walk obronnych I/28 pal utracił jedną armatę. W południe 3 września II/28 pal bez 6 baterii wraz z batalionem II/15 pp zajął stanowiska ogniowe za Widawką w rejonie wsi Brzeski-Grabina. Kolejnej nocy, po całodziennych walkach, I i III dywizjon wraz z towarzyszącymi pułkami piechoty wycofały się na główną pozycję obronną na linii rzeki Widawki. 4 września przed główną linią obrony 28 DP, na zachodnim brzegu Widawki, znalazły się wojska niemieckiego XIV Korpusu Armijnego (mot.). Oddziały dywizji były częściowo zdezorganizowane poprzez ataki niemieckiego lotnictwa, ataki niemieckiej broni pancernej oraz przemęczone marszami po drogach zakorkowanych przez uchodźców cywilnych i tabory. Dodatkowo pas obrony 28 DP wynosił 20 km. 5 września po południu oddziały niemieckie pojawiły się przed pozycjami dywizji. 28 pal ostrzeliwał pojawiające się niemieckie oddziały rozpoznawcze; szczególnie III/28 pal wspierał III/72 pp podczas odparcia natarcia niemieckiego oddziału zmotoryzowanego. Ze względu na krótko położony ostrzał dywizjonu doszło do ostrzelania własnych żołnierzy z 72 pp, który od własnego ognia poniósł straty. Niemiecki XIV KA (mot.) prowadził działania wiążące siły 28 DP. Nocą 5/6 września dywizja otrzymała rozkaz wykonania marszu odwrotowego do rejonu Ostrów-Gucin, na południowy wschód od Łasku.

#### Walki odwrotowe
6 września rano w rejonie lasu i miejscowości Ostrów przybył 15 pp wraz z II/28 pal. Około południa do wsi i lasu Mauryca 36 pp wraz z I/28 pal, w tym samym czasie do wsi Gucin i lasu koło Starego Dworu 72 pp wraz z III/28 pal. Po wypoczynku nocą 6/7 września podjęto marsz. 15 pp z II dywizjonem armat miał osiągnąć i zająć obronę w zachodniej części Pabianic, 36 pp wraz z I dywizjonem armat miał zająć obronę w lesie Góry Wolskie od strony Dłutowa na Pabianice. 72 pp z III dywizjonem haubic do świtu osłaniał przegrupowanie sił głównych dywizji na poprzednich stanowiskach i dalszy marsz podjął dopiero nad ranem 7 września. Od rana 7 września z kierunku Łasku w kierunku Pabianic maszerowała niemiecka 17 Dywizja Piechoty, a na jej czele prowadziły pościg pułk zmotoryzowany SS-Leibstandarte „Adolf Hitler” i oddział rozpoznawczy tej dywizji. Maszerujący 72 pp wraz z III/28 pal około południa dotarł do lasów w pobliżu Róża, Dąbrowa. 15 pp ze wsparciem II/28 pal, w potęgującym się natarciu oddziałów niemieckich utrzymały bronione Pabianice; armaty dywizjonu zniszczyły niemieckie pojazdy i unieruchomiły czołgi z batalionu I/23 pułku pancernego. Po walce o Kudrowice i wyparciu z nich III/36 pp LA, reszta pułku i I/28 pal była wiązana przez niemieckie patrole od czoła. Oddziały niemieckiej 17 DP dokonały oskrzydlenia 28 DP od strony północnej, osiągając oddziałami rozpoznawczymi Rudę Pabianicką i Ksawerów. Stojący w lasach koło Róży i Dąbrowy 72 pp początkowo bez wsparcia III dywizjonu wykonał natarcie na maszerujące szosą Łask-Pabianice oddziały 17 DP. Zajmujący podstawy wyjściowe do natarcia II/72 pp o godz. 15:00 został odkryty przez stronę niemiecką, która ostrzelała jego stanowiska ogniem broni maszynowej i artylerii; jego natarcie zostało zatrzymane na podstawach wyjściowych. Pozostałe siły pułku wykonały natarcie na Chechło, które opanowano. Lecz na skutek kontrataków niemieckich i poniesionych strat, resztki 72 pp wycofały się po zmroku do lasu w rejonie Róży. Z pozostałości pułku utworzono zbiorczy batalion, z wspierającego go III dywizjonu haubic ocalały tylko 4 działa, które stanowiły 9 baterię haubic. Tego dnia uzupełniono amunicję i żywność z magazynów w Łodzi. 15 pp wraz z II/28 pal po walkach w obronie Pabianic nocą 7/8 września podjął marsz odwrotowy. Główna kolumna pułku maszerowała przez Ksawerów, Chojny w rejon Lipin; wraz z główną kolumną maszerował II dywizjon bez 4 baterii. W rejonie Ksawerowa kolumna 15 pp wpadła w niemiecką zasadzkę ogniową. Próba przełamania niemieckich linii nie powiodła się; rozbiciu uległ batalion III/15 pp. Część 15 pp z II/28 pal przedarła się. Kolumna północna z batalionami I/15 pp wraz 4/28 pal i III/36 pp LA przemaszerowała przez południową część Łodzi. Po odłączeniu się od tej kolumny III/36 pp LA, pod Strykowem rano 8 września zostały rozbite i rozproszone przez oddziały niemieckie I/15 pp i bateria 4/28 pal. 36 pp LA wraz z I dywizjonem 28 pal podjęły marsz przez Chojny, Nowosolną i Poćwiardówkę. W rejonie Lipin do kolumny pułku dołączył III/36 pp LA. Od 8 września 28 DP weszła w skład Grupy Operacyjnej gen. bryg. Wiktora Thommée.
Od godzin nocnych 8 września 28 DP zbierała się na zachód od Woli Cyrusowej. Ok. godz. 15:00 na zbierające się jednostki uderzyła z kierunku Strykowa niemiecka 10 DP. Obronę 21 pułku ułanów wsparła 9 bateria haubic. Obronę reszty Wołyńskiej Brygady Kawalerii wspomagał 36 pp i pozostałości 15 pp, a wspierały swoim ostrzałem I i II dywizjony armat 28 pal. Po zapadnięciu zmroku 28 DP podjęła marsz odwrotowy. 28 pal i 2 dywizjon artylerii konnej opuściły stanowiska na skraju lasu Cyrusowa Wola i przez Kołacin, most na rzece Mroga, oba przeprawiły się na jej wschodni brzeg. Nad ranem 9 września 28 pal poprzez Trzciankę, Bobrową dotarł do Mokrej Lewej. Do rejonu Mokrej Lewej z 28 pal przybyły niekompletny I dywizjon i 9 bateria haubic; łącznie 15 działonów. 10 września rano w rejonie Skierniewic, na południe od Samic, w Kamionie, podczas formowania się kolumny marszowej II dywizjonu 28 pal i 28 dywizjonu artylerii ciężkiej, podjechały szosą od Skierniewic niemieckie czołgi na odległość 200 m. Ostrzałem broni pokładowej rozbiły 5 i 6 baterię 28 pal. Walkę podjął dowódca 28 dac ppłk Władysław Bednarski na czele działonu haubicy 155 mm, który w tej walce poległ. Nocą 10/11 września pozostałość 28 pal wraz z pozostałością 28 DP pod dowództwem płk. dypl. Stefana Broniowskiego podjęły marsz znad Rawki poprzez Rudę, Żyrardów, do lasów na zachód od miasta; główną siłę dywizji stanowił 36 pp LA wraz z I dywizjonem armat.  
Dowodzący pozostałościami Armii „Łódź” gen. bryg. Wiktor Thommée postanowił przeprowadzić natarcie poprzez pierścień wojsk niemieckich otaczających Warszawę, od strony zachodniej. Wraz z 2 Dywizją Piechoty Leg. w pierwszym rzucie natarcia miała atakować 28 DP. Pozostałość Armii znajdowała się już w okrążeniu wojsk niemieckiego XI KA i XVI KA (mot.). Odpoczywająca w lasach koło Żyrardowa 28 DP od godzin wieczornych była ostrzeliwana przez artylerię niemieckiego XI KA. W nocy 11/12 września dywizja rozpoczęła marsz w kierunku Brwinowa; baterie artylerii 28 pal przydzielone zostały do batalionów piechoty maszerujących w kolumnie dywizji. Po zajęciu Brwinowa o godz. 9:30 12 września czołowy 36 pp LA, przy słabym wsparciu baterii 28 pal, podjął natarcie na pozycje niemieckiego 6 batalionu saperów ze składu niemieckiej 4 Dywizji Pancernej, który bronił rejonu Parzniewa i Helenowa. 28 pal posiadał tylko 9 armat i 4 haubice. Ilość amunicji była niewielka; brakowało kabla telefonicznego do łączności z wysuniętymi obserwatorami. 36 pp LA I i II batalionami opanował wsie Otrębusy i Kanie oraz uchwycił zachodnią część Parzniewa. Dalsze natarcie zaległo w silnym ogniu niemieckiej broni maszynowej i moździerzy. Z uwagi na brak wsparcia artylerii niemożliwe było dalsze kontynuowanie natarcia. Niemiecki kontratak siłami niemieckiego 17 pp z 31 DP na Brwinów i pododdziałów 6 bsap. na zalegające I i II bataliony 36 pp LA zmusił do wycofania się do Brwinowa. Do godzin wieczornych pozostałości 28 DP broniły się w rejonie Brwinowa, a następnie podjęły marsz przez Błonie do Puszczy Kampinoskiej. Jednocześnie pozostający w osłonie tyłów 28 DP batalion II/15 pp mjr. Waleriana Wieleżyńskiego nocą 12/13 września podjął bez kontaktu z macierzystą 28 DP przedzieranie się do Warszawy, którą osiągnął 15 września. Wraz z oddziałem mjr. Wieleżyńskiego przedarł się pluton z 8 baterii haubic. Pluton ten w obronie Warszawy wszedł w skład baterii haubic por. Stefana Błońskiego i wspierał do 28 września walki batalionu stołecznego mjr. Józefa Spychalskiego na Odcinku Warszawa-Zachód. Siły główne pozostałości 28 DP nocą 12/13 września przeszły do Puszczy Kampinoskiej, gdzie osiągnęły rejon Zaborówka ok. godz. 9:00 13 września. Przez 13 września żołnierze odpoczywali i dołączali rozbitkowie. Wieczorem przegrupowano się do Bielan, gdzie odpoczywano. Następnie podjęto marsz do Modlina, który 28 DP wraz z pozostałościami 28 pal osiągnęła o świcie 14 września.

#### W obronie Modlina
W Modlinie 28 pal w tym czasie posiadał 8 armat i 4 haubice. W obronie Twierdzy Modlin, 28 DP, wraz z zreorganizowanym 28 pal przegrupowano na odcinek „Pomiechówek”. W I rzucie dywizji bronił się 36 pp LA. Jako artyleria bezpośredniego wsparcia działały baterie 28 pal. 2 bateria armat kpt. Antoniego Baranowskiego i 1 bateria armat por. rez. Fryderyka Zolla wspierały batalion I/36 pp LA; 3 bateria haubic kpt. Władysława Szymanowskiego wspierała batalion III/36 pp LA. Artylerię ogólnego działania stanowiły pozostałości 28 dac z 2 armatami 105 mm  i 1 haubicą 155 mm. 14 września uzupełniono amunicję z magazynów twierdzy. 18 września o godz. 9:00 baterie 28 pułku wraz z piechotą z 36 pułku odparły natarcie części niemieckiego 400 pp z 228 DP. Ponownie po południu na stanowiska batalionu III/36 pp LA i 3 baterii haubic uderzył niemiecki 400 pp; to natarcie również odparto. 22 września o świcie niemiecka piechota po sforsowaniu Wkry opanowała część Pomiechówka. W godzinach południowych kontratak pododdziałów 36 pp LA i kompanii 15 pp przy wsparciu baterii 28 pal wyrzucił niemiecką piechotę z Pomiechówka za Wkrę. 28 września ok. godz. 7:00 oddziały niemieckiej 32 DP wykonały natarcie na stanowiska 36 pp LA w fortach nr II i nr III; ogień dział 28 pal i piechoty przyhamował niemieckie natarcie. Natarcie niemieckie wstrzymano ok. godz. 8:00 z uwagi na podjęcie rozmów kapitulacyjnych. 28 pal zakończył działania bojowe 29 września, po kapitulacji twierdzy.

### Oddział Zbierania Nadwyżek 28 pal
Po zmobilizowaniu w mobilizacji alarmowej do etatów wojennych 28 pal i innych pododdziałów dywizyjnych, pozostały w koszarach nadwyżki osobowe. Oddziałem Zbierania Nadwyżek dowodził mjr Kazimierz Kwaśniewicz. Po ogłoszeniu mobilizacji powszechnej, od 31 sierpnia zaczęli przybywać dalsi rezerwiści, a komisje poboru koni w okolicach Dęblina pobierały konie i wozy. Na bazie nadwyżek i wcielanych rezerwistów w I rzucie mobilizacji powszechnej sformowano 81 dywizjon artylerii lekkiej, a następnie podjęto mobilizację oddziałów II rzutu, dowództwa 51 pułku artylerii lekkiej i jego I dywizjonu armat. Magazyny pułkowe znajdowały się w dawnym forcie Gorczakowa. Dowództwo 51 pal objął były zastępca dowódcy 28 pal ppłk Edward Błaszczak. Po zakończeniu  mobilizacji tych oddziałów, podjęto mobilizację baterii marszowej pułku. OZN 28 pal stanowił część kadry, rezerwistów oraz bazę sprzętową, na której podjęto organizację i mobilizację Ośrodka Zapasowego Artylerii Lekkiej nr 1 pod dowództwem ppłk. Edmunda Bartkowskiego. Do formowanego Ośrodka mobilizowano dalszych rezerwistów i konie z wozami konnymi. Napłynęły też do Zajezierza prawdopodobnie OZN 8 pułku artylerii lekkiej, OZN 18 pułku artylerii lekkiej i OZN 32 dywizjonu artylerii lekkiej. OZN 28 pal dzielił w składzie OZAL nr 1 jego dalsze losy.
| Struktura organizacyjna i obsada personalna we wrześniu 1939 | Struktura organizacyjna i obsada personalna we wrześniu 1939 | Struktura organizacyjna i obsada personalna we wrześniu 1939 |
| Stanowisko etatowe                                           | Stopień, imię i nazwisko                                     | Uwagi                                                        |
| Dowództwo                                                    | Dowództwo                                                    | Dowództwo                                                    |
| ------------------------------------------------------------ | ------------------------------------------------------------ | ------------------------------------------------------------ |
| dowódca pułku                                                | ppłk art. Rudolf Ostrihansky                                 |                                                              |
| adiutant                                                     | por. rez. Zbigniew Malinowski                                |                                                              |
| oficer zwiadowczy                                            | kpt. Zygmunt Ostrowski                                       |                                                              |
| oficer obserwacyjny                                          | ppor. Piotr Kaczanowski                                      |                                                              |
| dowódca plutonu topograficzno-ogniowego                      | por. Jan Śliwa                                               |                                                              |
| I dywizjon                                                   |                                                              |                                                              |
| dowódca I dywizjonu                                          | kpt. Piotr Kulesza                                           |                                                              |
| oficer zwiadowczy                                            | ppor. rez. Zdzisław Glogier                                  |                                                              |
| oficer obserwacyjny                                          | ppor. Stefan Futryma                                         |                                                              |
| dowódca 1 baterii                                            | por. Józef Henryk Kopisto                                    |                                                              |
| dowódca 1 baterii                                            | od 5 IX ppor. rez. Eugeniusz Konopacki                       |                                                              |
| oficer zwiadowczy                                            | ogn. pchor. Czesław Jasienowski                              |                                                              |
| oficer ogniowy                                               | ppor. rez. Eugeniusz Konopacki                               |                                                              |
| dowódca I plutonu                                            | ppor. rez. Janusz Krubski                                    |                                                              |
| dowódca II plutonu                                           | ppor. rez. Jerzy Benbek                                      |                                                              |
| dowódca 2 baterii                                            | kpt. Antoni Baranowski                                       |                                                              |
| oficer zwiadowczy                                            | pchor. Futujło                                               |                                                              |
| oficer zwiadowczy                                            | pchor. Edward Ambroziewicz                                   |                                                              |
| oficer ogniowy                                               | por. Roman Scherautz                                         |                                                              |
| dowódca 3 baterii                                            | por. Zdzisław Dmowski                                        |                                                              |
| oficer zwiadowczy                                            | ppor. Jan Zaborski                                           |                                                              |
| oficer ogniowy                                               | ppor. Franciszek Makuch                                      |                                                              |
| II dywizjon                                                  |                                                              |                                                              |
| dowódca II dywizjonu                                         | mjr Wiktor Stanisław Osikowski                               |                                                              |
| dowódca 4 baterii                                            | kpt. Ludwik Kawalec                                          |                                                              |
| dowódca 5 baterii                                            | kpt. Jerzy Butwiłowicz                                       |                                                              |
| dowódca 6 baterii                                            | por. Józef Lewandowski                                       | KW, niemiecka niewola                                        |
| oficer zwiadowczy                                            | ppor. Franciszek Meknel                                      |                                                              |
| oficer ogniowy                                               | por. Stanisław Maria Skibniewski                             |                                                              |
| III dywizjon                                                 |                                                              |                                                              |
| dowódca III dywizjonu                                        | mjr Jan Franciszek Sobolewski                                |                                                              |
| dowódca 7 baterii                                            | kpt. Tadeusz Maciak                                          |                                                              |
| dowódca 8 baterii                                            | kpt. Władysław Szymanowski                                   |                                                              |
| oficer zwiadowczy                                            |                                                              |                                                              |
| dowódca 9 baterii                                            | por. Antoni Władysław Wadolny                                |                                                              |
| oficer zwiadowczy                                            |                                                              |                                                              |
| oficer ogniowy                                               | ppor. Edward Bielecki                                        |                                                              |

## Symbole pułku

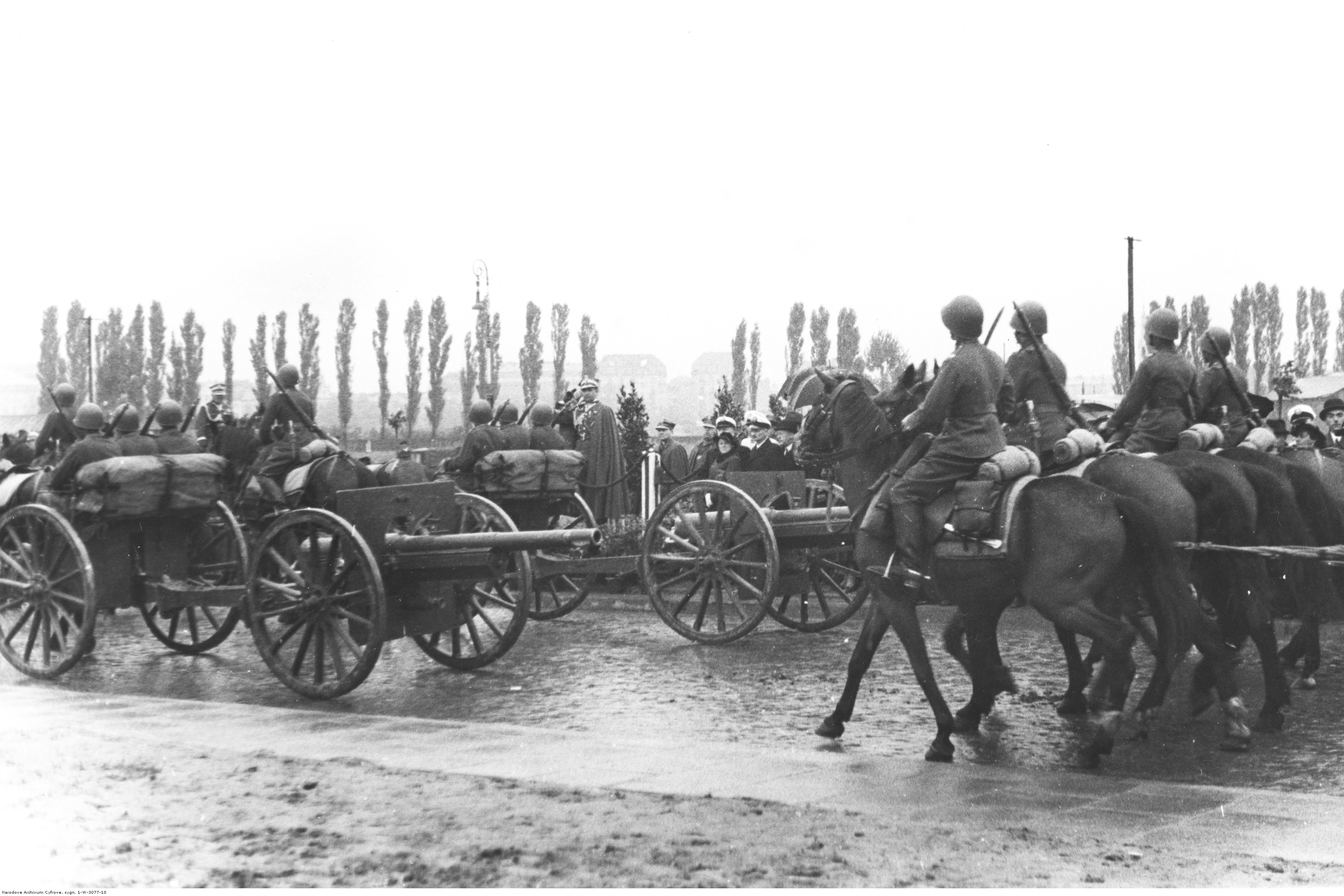
Wręczenie sztandarów jednostkom artylerii i broni pancernej w Warszawie 6 maja 1938. Defilada - widoczne armaty Schneider wz. 1897.

### Sztandar
6 maja 1938 roku na Polu Mokotowskim w Warszawie, generał dywizji Tadeusz Kasprzycki, w imieniu Prezydenta RP, wręczył pułkowi sztandar ufundowany przez społeczeństwo powiatu kozienickiego.

Sztandar został wykonany zgodnie z wzorem określonym w Dekrecie Prezydenta Rzeczypospolitej Polskiej z 24 listopada 1937 o znakach wojska i marynarki wojennej opublikowanym w Dzienniku Ustaw Rzeczypospolitej Polskiej nr 5 z 28 stycznia 1938.
Na prawej stronie płata znajdował się amarantowy krzyż, w środku którego wyhaftowano orła w wieńcu z wawrzynu. Na białych polach, pomiędzy ramionami krzyża, znajdowały się cyfry 28 w mniejszych wieńcach z wawrzynu.

Na lewej stronie płata sztandarowego, pośrodku krzyża kawaleryjskiego znajdował się wieniec taki sam jak po stronie prawej, a w wieńcu trzywierszowy napis „HONOR I OJCZYZNA”.

### Odznaka pamiątkowa
27 lipca 1933 roku generał dywizji Kazimierz Fabrycy w zastępstwie Ministra Spraw Wojskowych zatwierdził wzór i regulamin odznaki pamiątkowej 28 pułku artylerii lekkiej. Odznaka o wymiarach 46×34mm ma kształt romboidalnej tarczy pokrytej zieloną emalią z czarnym obrzeżem. Tarcza obwiedziona jest srebrzystym wieńcem laurowym. Na tarczy wpisano numer i inicjały „28 PAL”. Jednoczęściowa - oficerska wykonana w srebrze i emaliowana. Na rewersie próba srebra i imiennik grawera. Wykonawcą odznaki był Wiktor Gontarczyk z Warszawy.

## Kadra pułku
Dowódcy pułku
- płk Konstanty Adamowski (3 I - 12 VI 1922)
- płk Włodzimierz Rómmel (24 VI 1922 – 27 IV 1929)
- ppłk Włodzimierz Arwaniti (p.o. IV - XII 1929)
- płk Adam Józef Aleksander Epler (4 XII 1929 – 15 X 1935)
- płk Ludomir Kryński (19 XI 1935 – 27 XII 1938)
- ppłk Karol Pasternak (29 XII 1938 – VIII 1939)
- ppłk Edward Błaszczyk (p.o. VIII 1939)
- ppłk art. Rudolf Ostrihansky (IX 1939)

Zastępcy dowódcy pułku (od 1938 roku – I zastępca dowódcy pułku)
- mjr / ppłk art. Władysław Dawidajtis (XI 1922[41] - X 1927[42] → zastępca dowódcy 25 pap)
- mjr art. Mieczysław Karaszewicz (XI 1927[43] - XII 1929 → zastępca dowódcy pmart[44])
- ppłk art. Włodzimierz Arwaniti (XII 1929[45] – I 1931 → dowódca 14 dak)
- ppłk dypl. art. Jerzy Aleksander Zawisza (I 1931 – X 1934 → dowódca 2 dak)
- ppłk dypl. art. Władysław Slawiczek (14 VI 1935 – 16 VII 1937[46])
- ppłk art. Edward Błaszczyk (VIII 1937 – VIII 1939 → dowódca 51 pal[47])

### Kawalerowie Virtuti Militari
Żołnierze pułku odznaczeni Krzyżem Srebrnym Orderu Wojennego Virtuti Militari za wojnę 1918–1920

bomb. Antoni Andrzejewski
st. ogn. Walenty Ceglarek
mjr Władysław Dawidajtis
por. Bronisław Korbusz
plut. Michał Kordula
por. Stanisław Kwiatkowski
plut. Paweł Wach
por. Józef Wartanowicz
chor. Jakób Zielonka

### Żołnierze 28 pułku artylerii lekkiej - ofiary zbrodni katyńskiej
Biogramy ofiar zbrodni katyńskiej znajdują się między innymi w bazach udostępnionych przez Ministerstwo Kultury i Dziedzictwa Narodowego oraz Muzeum Katyńskie.
| Nazwisko i imię       | stopień              | zawód                  | miejsce pracy przed mobilizacją   | zamordowany |
| --------------------- | -------------------- | ---------------------- | --------------------------------- | ----------- |
| Aksamitowski Stefan   | podporucznik rezerwy | rzeczoznawca ds handlu | pracował w Radomiu                | Katyń       |
| Drapalski Erazm       | podporucznik rezerwy | lekarz weterynarii     |                                   | Katyń       |
| Grycewicz Witold      | kapitan              | żołnierz zawodowy      |                                   | Katyń       |
| Kulisiewicz Stanisław | podporucznik rezerwy |                        | właściciel Rolniczego DH w Błoniu | Katyń       |
| Maniecki Leopold      | podporucznik rezerwy | inżynier               |                                   | Katyń       |
| Matkowski Henryk      | kapitan              | żołnierz zawodowy      |                                   | Katyń       |
| Rupniewski Roman      | podporucznik rezerwy |                        |                                   | Katyń       |
| Wierzbicki Witold     | podporucznik rezerwy |                        |                                   | Katyń       |
| Ziółkowski Jan        | podporucznik rezerwy |                        | dyr. „Elida” Warszawa             | Katyń       |
| Dąbrowski Stanisław   | podporucznik rezerwy | inżynier geodeta       |                                   | Charków     |
| Janicki Stanisław     | podporucznik rezerwy | rolnik                 |                                   | Charków     |
| Kawiński Tadeusz      | podporucznik rezerwy | inżynier rolnik        | wł. majątku Chronówek             | Charków     |
| Manikowski Roman      | porucznik rezerwy    | ekonomista             |                                   | Charków     |
| Puterman Lejb         | podporucznik rezerwy | urzędnik               |                                   | Charków     |
| Steciuk Witold        | podporucznik rezerwy | lekarz                 |                                   | Charków     |
| Walecki Marian        | porucznik rezerwy    |                        |                                   | Charków     |

## Garnizon Zajezierze
Zajezierze było częścią umocnień twierdzy dęblińskiej. W 1890 zapadła decyzja o przebudowie umocnień Dęblina, zwanego ówcześnie Iwangorodem. Na skutek pojawiających się opinii o małej przydatności twierdzy w przyszłych działaniach wojennych, prace modernizacyjne ograniczyły się do wzmocnienia betonem kazamat, kojców i potern w trzech fortach położonych na lewym brzegu Wisły. Pod koniec XIX w. w twierdzy rozbudowano też magazyny artyleryjskie, wzniesiono i zorganizowano warsztaty rusznikarskie oraz prochownię.
W tym czasie na obszarze między fortem Gorczakowa a fortem Wannowskiego, we wsi Zajezierze, wzniesiono koszary przystosowane do stacjonowania piechoty oraz artylerii. Koszary te stanowiły główne zaplecze placu broni twierdzy dęblińskiej na lewym brzegu Wisły. Koszary składały się z dwóch obozów: obozu Kościuszki i obozu Traugutta, nazwanych tak w okresie niepodległości.
Rdzeniem koszar był obóz Kościuszki w Zajezierzu. Usytuowano tu budynki dowództwa, kasyno oficerskie i podoficerskie, kaplicę oraz sklepy i zakłady usługowe dla kadry i żołnierzy. Znajdowała się tu administracja, izby żołnierskie, stajnie, kuźnie, ujeżdżalnia, izba chorych, kuchnia itp. Obóz Kościuszki był miejscem stacjonowania I dywizjonu armat 75 mm. W drugim obozie, obozie Traugutta, zlokalizowanym obok wsi Głusiec, znajdowały się magazyny oraz budynki mieszkalne dla kadry. Stacjonował w nim II dywizjon armat 75 mm oraz III dywizjon haubic 100 mm.
Koszary wybudowano w pobliżu linii kolejowej Dęblin – Radom; powstała tam stacja kolejowa Zajezierze, a na jej terenie zbudowano rampę kolejową, umożliwiającą wyładunek i załadunek ludzi i sprzętu.
Tuż przed wybuchem wojny oddano do użytku dwa dwupiętrowe bloki mieszkalne dla kadry: jeden przy stacji kolejowej w Zajezierzu, drugi na terenie fortu Gorczakowa, w pobliżu mostu drogowego na Wiśle. Oba budynki istnieją do dziś.
Obecnie koszary zajezierskie już nie istnieją, zniszczone i rozebrane po ostatniej wojnie. Jeden z budynków dawnych koszar zaadaptowany jest na kościół parafialny, drugi na ośrodek zdrowia.